# ラ・バケリータ
ラ・バケリータ（La Vaquerita、女性、1978年5月16日 - ）は、メキシコ・ハリスコ州グアダラハラ出身のプロレスラー。CMLL所属。ルーダの覆面レスラー。

## 来歴
1993年、16歳でデビュー。当初は「ジプシー」のリングネームで、後に「アラスカ」を名乗った。
2008年より「ラ・バケリータ」に改名。インディ団体を転戦する。
2013年、CMLLデビュー。
9月、REINA初来日。セウシスと組み、REINA世界タッグ王座獲得。11月2日、雫有希&亜利弥'組に敗れ王座陥落。

## 獲得タイトル
- プロルチャPOP女子王座
- REINA世界タッグ王座（パートナー：セウシス）